# Helen
|  | Per a altres significats, vegeu «Helen (fill de Príam)». |

Helen és el primer llargmetratge dels directors de curtmetratges Christine Molloy i Joe Lawlor.

## Argument
Una noia de 18 anys, Joy, desapareixa. Una altra noia, Helen ha de deixar la seva llar d'acollida en algunes setmanes. Se li demana que faci el paper de Joy en una reconstitució de la policia que ha de descriure els seus últims moviments. Joy ho tenia tot. Una família, un amic, un futur prometedor. Helen, òrfena, ha viscut tota la seva vida en institucions, i mai no ha estat prop de ningú. A poc a poc, Helen, es comença a immergir totalment al paper, retent visita a les persones que Joy coneixia i anant als llocs on havia anat. De manera tranquil·la i subtil, s'insinua en la vida de la noia desapareguda. Però Helen intenta descobrir el que ha succeït a Joy, o bé intenta trobar la seva pròpia identitat? 

## Repartiment
- Annie Townsend: Helen
- Sandie Malia: La Sra. Thompson
- Dennis Jobling: M. Thompson
- Sonia Saville: Agent de policia Saville
- Danny Groenland: Danny

## Premis
- Gran Premi del jurat al Festival d'Angers 2009
- Millor actriu per a Annie Towsend al Festival d'Angers 2009
- Millor foto al Festival de Durban 2009
- Gran Premi al festival Cinessonne 2009